# Charles Schale
Charles Henning Schale, född den 17 november 1878 i Göteborg, död den 9 september 1961 i Viby församling, Örebro län, var en svensk militär. Han var far till Nils Schale.
Schale blev löjtnant vid Livregementets grenadjärer 1903 och kapten där 1914. Han blev tjänstgörande officer i Artilleristaben 1917. Schale befordrades till major i armén 1923, i Första livgrenadjärregementet 1924, och till överstelöjtnant i armén 1928, i Jämtlands fältjägarregemente 1929. Han övergick till regementets reserv 1937. Schale blev riddare av Svärdsorden  1921.